# 澤田壽夫
澤田 壽夫（さわだ としお、1933年6月29日 - 2016年4月1日）は、日本の法学者・弁護士（1975年登録）。上智大学名誉教授。専門分野は、国境を越える販路開拓、技術協力、合弁、資源・素材開発などの国際契約とカウンセリング、国際紛争の処理（特に仲裁・調停）、国際取引一般。

## 主な経歴
昭和8年（1933年）6月29日、東京都に生まれる。昭和33年（1958年）3月、中央大学法学部法律学科卒業（法学士）。昭和33年（1958年）5月より米国カリフォルニア大学大学院留学（昭和34年（1959年）5月まで）。
昭和34年（1959年）6月より米国ニューヨーク市エコノメットリック研究所で、順次、調査員、研究員、上席研究員として、国際経済、国際取引法の研究にあたる（昭和36年（1961年）6月まで）。昭和36年（1961年）6月より米国ニューヨーク市ヒル・ベッツ法律事務所勤務（国際取引法）（昭和37年（1962年）6月まで）。昭和37年（1962年）6月より米国コロンビア大学パーカー比較法研究所所員（助教授待遇）（昭和38年（1963年）6月まで）。昭和39年（1964年）6月より米国ハーバード大学ロースクール客員（比較私法）（昭和40年（1965年）6月まで）
昭和40年（1965年）10月、米国コロンビア大学LL.M（現行のLL.M. (en) と異なり、英米法の基本学位であるLL.B.（現在のJ.D.）既修が要件の学位）。昭和41年（1966年）6月、米国ミシガン大学ロースクール博士課程修了。昭和41年（1966年）6月、上智大学法学部助教授（国際取引法、国際法）（昭和42年（1967年）まで、国際部（国際法）授業兼担）。昭和42年（1967年）5月、米国ミシガン大学S.J.D. (en)。昭和48年（1973年）4月、上智大学法学部教授。
昭和50年（1975年）7月、弁護士登録。昭和55年（1980年）、米国ワシントン大学ロースクール客員教授（比較商取引法）。昭和56年（1981年）国際連合国際商取引法委員会日本政府代表（昭和62年（1987年）まで）。昭和61年（1986年）米国カリフォルニア州大学ロースクール客員教授（比較民事訴訟法）。平成元年（1989年）12月、ICC国際仲裁裁判所副所長（平成21年（2009年）9月まで）。平成7年（1995年）4月、上智大学大学院法学研究科委員長（平成9年（1997年）3月まで）。平成7年（1995年）8月、アジア開発銀行行政裁判所裁判官（非常勤）（平成10年（1998年）7月まで）。平成11年（1999年）4月、上智大学名誉教授。平成12年（2000年）1月、国際取引法フォーラム初代会長。平成15年（2003年）10月、日本仲裁人協会初代理事長（平成17年（2005年）10月まで。その後、常任顧問）。平成26年（2014年）12月　国際取引法学会名誉顧問
以上のほか、昭和49年（1974年）から平成元年（1989年）まで最高裁判所司法研修所演習担当、昭和52年（1977年）から昭和54年（1979年）まで東北大学で国際経済法、昭和59年（1984年）から昭和61年（1986年）まで名古屋大学で国際取引法、昭和62年（1987年）Hague Academy of International Law External Seminar at Beijing講師、平成元年（1989年）東京大学で国際私法を非常勤講師として担当。また、平成2年（1990年）フランス・パリ大学（日仏交流史、日仏取引法）、平成3年（1991年）イタリア・ボローニャ大学（法曹の役割）、平成6年（1994年）ブラジル・サンパウロ大学（紛争解決の諸制度）、平成7年（1995年）中国・華東政法大学（貿易、為替管理の漸進的自由化）、平成8年（1996年）フィリピン大学（国際仲裁）で講義を行なったほか、1962年以降、数回にわたり、英国、ベルギー、ドイツ、ルクセンブルク、イタリア等で、ヨーロッパ共同体法、銀行法、投資信託を含む証券取引実務、プロダクションペイメント、プロジェクトファイナンスの研修を経験した。
弁護士としては、特に、アジア、ヨーロッパでの国際ジョイントベンチャー（プロジェクト設計、交渉コーディネーション、ドキュメンテーション）、資源開発、建設、金融取引ほか国際法務一般や、代理人、仲裁人、調停人あるいは顧問としての国際紛争処理と企業協力の実現補助の分野で活動した。
世界を代表する仲裁人として活動し、平成元年（1989年）12月から平成21年（2009年）9月まで、ICC国際仲裁裁判所副所長を務めたほか、仲裁人・調停人等として名簿に登録された機関は、日本商事仲裁協会、スポーツ仲裁裁判所（CAS)、国際商事仲裁カイロセンター、国際商事仲裁クアラルンプールセンター、大韓商事仲裁院、豪州国際商事仲裁センター、シンガポール仲裁センター、ルーマニア国際商事仲裁裁判所など数多い。

## 主な著作
- 『星を仰いで―大戦の前から現在まで』（中央公論事業出版、2009年）

### 編著書
- "Subsequent Conduct and Supervening Events" （東京大学出版会、1968年）
- 『国際取引法講義』（有斐閣、1982年）〔曽野和明、岡田弘道、柏木昇、渋谷達紀、落合誠一、松下満雄、飯塚重男、小松芳明と共著〕
- 『新国際取引法ハンドブック』（有斐閣、1990年）
- 『解説国際取引法令集』（三省堂、1994年）〔編集代表〕
- 『中央・北欧の仲裁』（国際商事仲裁協会、1996年）
- 『マテリアルズ国際取引法』（有斐閣、2004年）〔柏木昇、森下哲朗と共編〕
- 『国際的な企業戦略とジョイント・ベンチャー（国際取引法フォーラム研究叢書）』（商事法務、2005年）〔柏木昇、森下哲朗と共編〕
- 『マテリアルズ国際取引法（第2版）』（有斐閣、2009年）〔柏木昇、杉浦保友、高杉直、森下哲朗と共編〕
- 『マテリアルズ国際取引法（第3版）』（有斐閣、2014年）〔柏木昇、杉浦保友、高杉直、森下哲朗、増田史子と共編〕

### 論文
- "American-Japanese Antitrust Law" Columbia Journal of Transnational Law. Vol. 1&2 (1961-1963) 〔Mr. Peter W. Brownとの共著〕
- 「U.C.C.のもとにおける契約解釈に関する当事者の行為」アメリカ法（1968年）
- 「U.C.C.における履行不能と目的滅失の交錯」上智法学論集15巻5号、6号（1972年）
- 「U.C.C.の信義則」竹内昭夫編『現代商法学の課題』（有斐閣、1957年）
- 「国際経済法と国際取引法」『上智大学法学部創設二十五周年記念論文集』（上智大学法学会、1983年）
- 「UNCITRAL工業施設建設リーガルガイド―免責（Exemptions）と履行困難（Hardship）条項（上）・（下）」国際商事法務12巻5号、6号（1984年）
- 「為替管理に因る国際金銭債務不履行の免責」国際商事法務12巻12号（1984年）
- 「アライド銀行事件判決の破棄」国際商事法務13巻6号（1985年）
- 「米国輸出管理法の緩和と強化」国際商事法務13巻11号（1985年）
- "International Commercial Arbitration-Practice of Arbitral Institutions in Japan" Japanese Annual of International Law. Vol. 30（1987年）
- "Practice of Arbitral Institutions in Japan", Arbitration International, Volume 4, Issue 2 （1988年）
- 「UNCITRAL国際商事仲裁模範法（1）～（5・完）」JCAジャーナル34巻9号・10号・11号・12号、35巻1号（1987～1988年）
- 「仲裁人の独立」中野貞一郎他編『民事手続法学の革新』（有斐閣、1991年）
- "On Mr. Ragan's Lessons on Arbitration in Japan: A. Response" Arbitration International. Volume 7, Issue 2（1991年）
- "La conciliation-Perspectives de Succés dans les transactions internationales", OMPI, Colloque Mondial sur l'Arbitrage des Litiges de Propriété Intellectuell（1994年）
- “Supplemental Procedural Rules of International Non-Judicial proceedings” in Michael Young and Yuji Iwasawa (eds), Trilateral Perspectives on International Legal Issues: Relevance of Domestic Law and Policy (Transnational Publishers, 1996年)
- 「中央・北欧の仲裁―オーストリア・スウェーデン・フィンランド」商事仲裁研究所委託研究論文（1996年）
- 「WTOと金融サービス」貿易と関税（1997年）
- 「多数当事者仲裁：付託事項書：仲裁人契約と責任：判断の補正」JCAジャーナル43巻3号
- 「国際仲裁の指揮―仲裁人の権利義務」JCAジャーナル44巻10号、11号、12号、45巻1号、2号（1997年）
- 「仲裁の課題とICC規則の改定」NBL639号（1998年）
- 「仲裁機関規則の展開」松浦馨・青山善允編『現代仲裁法の論点』（有斐閣、1998年）
- “Hybrid Arb-Med: Will West and East Never Meet?”（2003）14（2）ICC International Court of Arbitration Bulletin（2003年）
- 「国際紛争解決の手段としての調停と他の仲裁代替手法」小島武司編『ADRの実際と理論I』（中央大学出版部、2003年）
- 「ICC仲裁と調停の帰趨」小島武司編『ADRの実際と理論I』（中央大学出版部、2003年）
- 「仲裁人・調停人養成と倫理」JCAジャーナル49巻10号（2004年）
- “The 2004 Japanese Arbitration Law in relation to the UNCITRAL Model Law and the Japanese ADR and Attorneys Law”, in Gerald Aksen, Karl-Heinz Böckstiegel, Michael J. Mustill, Paolo Michele Patocchi, Anne Marie Whitesell (eds.), Global Reflections on International Law, Commerce and Dispute Resolution (ICC Publishing, 2005年)
- 「積極仲裁～複合手続の課題」国際商事法務34巻3号（2006年）
- 「ICC判断におけるCISG（上）（下）」国際商事法務34巻6号7号（2006年）
- 「UNCITRAL仲裁模範法の改定」ジュリスト1319号（2006年）
- “Conduct of the Hearings”, in Michael Pryles and Michael J. Moser (eds.), Asian Leading Arbitrators’ Guide to International Arbitration (JURIS, 2007年)
- 「新しい国際商事調停規則」JICAジャーナル56巻8号（2009年）

### 翻訳
- 宋相元「韓国の独占禁止法および公正去来法」国際商事法務12巻8号（1984年）
- 「UNCITRAL国際商事仲裁模範法」ジュリスト857号（1986年）
- H.シュトウムフ「無条件（”auf erstes Aufordern”）保証の濫用」国際商事法務15巻10号、11号（1987年）

### その他
- 「また会う日まで　澤田美代子の思い出」（中央出版社、1974年）- 編著
- 「国際協力のための教育」（鹿児島県教育センター、1974年）
- 「西洋人と日本人の契約観」ソフィア33巻4号（1985年）
- 『澤田節蔵回顧録　一外交官の生涯』（有斐閣、1985年／復刻版・ゆまに書房、2002年）- 父の編著
- 「権と経」ソフィア34巻2号（1986年）
- 「フランスと日本」ソフィア40巻3号（1991年）
- 「「蝶々夫人」と祖母・大山久子」中央公論1998年7月号
- 「国際取引法と法科大学院と基礎教養」ソフィア50巻4号（2002年）
- 「マテリアルズ国際取引法」書斎の窓2004年5月号
- 「回想」トーマス・ベイティ博士の業績とその再評価（2004年）（ベイティ・セミナー事務局）
- 「リレー連載・国際法　二つの想い「法学部教育の手直し」「デッカー少将の模範」」書斎の窓2013年5月号

## 家族
父は澤田節蔵（外交官で国際連盟日本代表・ブラジル大使を歴任、元東京外国語大学初代学長、元内閣顧問）。叔父に同じく外交官（元外務次官・初代国連大使）澤田廉三、その夫人の澤田美喜（エリザベス・サンダース・ホーム創設者、三菱財閥三代目男爵岩崎久弥の長女）は叔母になる。次兄はカトリック東京教区司祭澤田和夫、三兄は筑波大学名誉教授澤田昭夫。